# Cerkiew św. Mikołaja we Lwowie
Cerkiew św. Mikołaja – jedna z najstarszych świątyń we Lwowie, położona przy ulicy Bohdana Chmielnickiego 28A (dawniej Żółkiewska), w dzielnicy Podzamcze, w rejonie szewczenkowskim. 

## Historia
Przyjęcie za patrona cerkwi św. Mikołaja, który jest patronem kupców, a także lokalizacja w pobliżu najstarszego rynku sugerują, że fundatorami świątyni byli dawni lwowscy kupcy. Istnieją jednak historyczne przesłanki, według których budynek należał do dworu książęcego i był miejscem spoczynku ówczesnych książąt. Jej ówczesna lokalizacja wyznaczała ośrodek życia politycznego i publicznego w średniowiecznym mieście, ponadto cerkiew posiadała liczne przywileje nadane przez dwór książęcy.
Została zbudowana pomiędzy 1264 a 1340, zachował się zapis z 1292 potwierdzający nadanie ziemi przez księcia Lwa. Historycy wiążą tę datę z prawdopodobnym zakończeniem budowy. W 1544 istniało przy cerkwi Bractwo św. Mikołaja, w 1623 wybuchł w świątyni pożar. Odbudowa miała miejsce pod koniec XVII wieku, dobudowano wówczas babiniec, który wpłynął na wygląd budowli.
W 1700 prawosławna dotąd cerkiew przeszła na własność Kościoła unickiego.
W 1776 dokonano pierwszej poważnej przebudowy obejmującej zakrystię, świątynia otrzymała wówczas rokokowy wystrój. Kolejny pożar miał miejsce w 1788, spłonął wówczas kryty gontem dach, kopuła oraz dzwonnica nad kruchtą. Odbudowa miała miejsce w 1800, przebudowano wówczas dach umieszczając na nim dwie kopuły, nad nawą główną i nad apsydą. Fasada została ozdobiona pilastrami.
W 1946 władze sowieckie przekazały cerkiew Cerkwi Prawosławnej Patriarchatu Moskiewskiego na mocy postanowień pseudosoboru lwowskiego, na którym Kościół katolicki obrządku bizantyjsko-ukraińskiego dokonał „dobrowolnej samolikwidacji”. Po upadku ZSRR świątynia została przekazana Ukraińskiemu Kościołowi Prawosławnemu Patriarchatu Kijowskiego; od 2018 r. należy do Kościoła Prawosławnego Ukrainy.

## Architektura

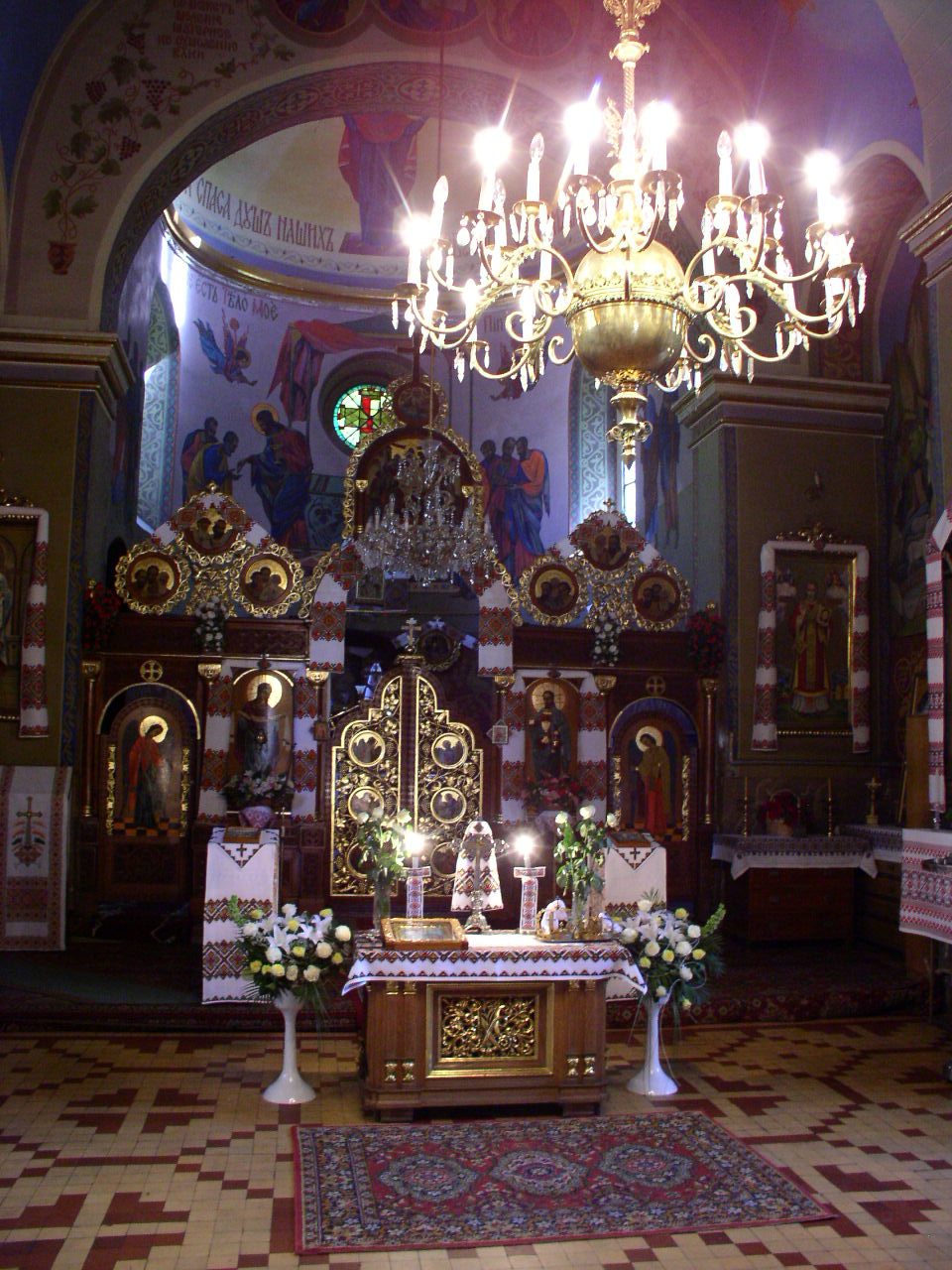
Ikonostas

Świątynia posiada oryginalny plan w kształcie krzyża greckiego z kwadratową nawą główną oraz skierowanym ku wschodowi prezbiterium, które ma postać dużej apsydy. Od zachodu znajduje się rozległy przedsionek. Od północy i południa znajdują się dwie kaplice, które również posiadają półkoliste absydy. Elewacja nie posiada zdobień z wyjątkiem babińca, gdzie w 1924 dodano pilastry i malowidła Petra Chołodnego.
Nad nawą i apsydą znajdują się typowe dla ukraińskiej architektury sakralnej kopuły zwieńczonymi hełmami. Układ przestrzenny wnętrza jest bardzo podobny do rozplanowania wielu cerkwi na Rusi Kijowskiej oraz ma odniesienie do architektury spotykanej u południowych Słowian. Z budowli XIII-wiecznej zachowały się fundamenty pod najstarszą częścią świątyni, dolna część kamiennych murów apsydy i nawy, a w ściany zostały wmurowane pochodzące z tamtego okresu ociosane bloki białego wapienia. Zastosowanie wapiennych bloków było powszechne przy budowie świątyń w XII–XIII wieku na terenach Rusi Halicko-Wołyńskiej. Pewne elementy zastosowane w późniejszych czasach pochodzą z tradycyjnego budownictwa ormiańskiego i bałkańskiego. Połączenie bizantyjsko-ruskich cech budownictwa nadały cerkwi oryginalny styl, który nawiązuje do budowli tworzonych w starożytnej Grecji. Wykopaliska archeologiczne pozwoliły stwierdzić, że pierwotna świątynia powstała na dawnym cmentarzu, co pozwala przypuszczać, że prawdopodobnie stała tu wcześniejsza drewniana budowla, być może kościół. 
Z zabytków ruchomych do czasów obecnych zachowały się dwie stare ikony. Pierwsza z nich przedstawia św. Teodora Tyrona, jest datowana na XVIII wiek, a pochodzi ze zburzonej świątyni, która znajdowała się w pobliżu. Drugą jest ikona Matki Bożej z pierwszej połowy XVII wieku i została napisana w stylu zbliżonym do szkoły Fedora Seńkowicza. Obecny ikonostas powstał w latach 1947–1949, dziesięć lat później wykonano współczesne malowidła ścienne.